# Ernest Backes
Pour les articles homonymes, voir Backes.
Ernest Backes, né en 1946 à Trèves et mort le 9 janvier 2023, est un informaticien et homme d'affaires allemand.
Lors de l'enquête sur le meurtre de Roberto Calvi, en tant qu'ex-numéro 3 de la chambre de compensation Clearstream, il est appelé à témoigner à propos de transferts de fonds pour le bénéfice de la Banco Ambrosiano. Selon lui, son licenciement de Clearstream aurait été relié à sa connaissance des activités financières de la Banco Ambrosiano, qui détenait des comptes non publiés à la chambre de clearing luxembourgeoise, notamment concernant des filiales au Pérou et en Amérique latine.

## Biographie
Ernest Backes naît à Trèves d'un père ouvrier métallurgiste luxembourgeois réquisitionné dans le cadre du STO et d'une mère infirmière allemande. Il commence à travailler dès l'âge de quatorze ans afin de financer ses études. En 1971 il entre à la chambre de compensation internationale Cedel International, basée à Luxembourg, future Clearstream puis en devient le numéro trois et le responsable de l'informatique en 1980 avant d'en être licencié en 1983. Il travaille ensuite chez AIM, une société d'investissement luxembourgeoise. En 1988, il aurait été mêlé à l'affaire Péchiney-Triangle.
Il est ensuite associé au banquier suisse André Strebel dans la structure Institut für Wirtschaftsrecherchen (IWR) basée à Sarrebruck.
Le banquier Ernest Backes a été licencié en 1983 par Cedel International (rebaptisé Clearstream en 1999). Il a rassemblé des milliers d'archives compromettantes sur son employeur. Elles décrivent une gigantesque lessiveuse d'argent sale dans laquelle tremperaient des dizaines de grandes banques internationales. Le système, techniquement complexe, se fonde sur un mécanisme simple : la société de compensation financière, qui traite alors annuellement 150 millions de transactions et dont les actionnaires sont les plus grandes banques de la planète, est soupçonnée d'avoir instauré des circuits occultes via une kyrielle de comptes secrets, dits « non publiés ». Ernest Backes livre ses confidences au journaliste Denis Robert. Les deux hommes exploitent les archives de Cedel. En sort un premier livre, Révélation$, qui met le feu aux poudres. Pas moins de 8 000 comptes non publiés de Clearstream, dont 57 français, sont débusqués au sein de la société luxembourgeoise. Ils appartiennent à une multitude de banques. Clearstream se défend de toute manœuvre de blanchiment.
En 1999, Ernest Backes prend sa retraite pour raisons médicales.
En février 2001, les députés socialistes français Vincent Peillon et Arnaud Montebourg, respectivement président et rapporteur de la mission parlementaire française sur le blanchiment, annoncent une série d’auditions consacrée à Clearstream.
Le 1er mars 2001 voit la sortie du livre Révélation$ et la première diffusion du film Les Dissimulateurs sur Canal+ à 22h00. Clearstream a notifié à Canal+ son opposition à la diffusion du reportage, mentionnant qu’il porte atteinte à sa réputation.
En mars 2001 a lieu l'audition d’Ernest Backes et de Denis Robert par la mission parlementaire française. Clearstream et des banques mises en cause dans le livre déposent une série de plaintes contre les auteurs et l'éditeur.
Ernest Backes a été la source du journaliste Denis Robert pour la dénonciation d'activités illicites supposées de Clearstream. Ernest Backes a dénoncé un système de comptes non publiés mis en place dans les années 1970 et généralisé après son départ. Ce système, parallèle au système légal de compensation interbancaire, pourrait faire de Clearstream une plate-forme mondiale d'évasion fiscale et du blanchiment d'argent.
Ernest Backes et Denis Robert ont coécrit le livre Révélation$, publié en 2001 aux éditions Les Arènes et toujours controversé.
Ernest Backes a été entendu par la commission parlementaire contre le blanchiment d'argent présidé par le député Vincent Peillon.
Finalement, le tribunal correctionnel devant lequel Ernest Backes devait comparaître a considéré qu'il avait propagé des allégations fausses sur Clearstream. Son recours devant la Cour européenne des droits de l'Homme introduit à la suite de cette décision a été rejeté.
Il meurt le 9 janvier 2023.